# بخور مريم فارسي
بخور مريم الفارسي أو سُكَع فارسي (باللاتينية: Cyclamen persicum) نوع نباتي عشبي يتبع جنس بخور مريم من الفصيلة المرسينية.

## البيئة والانتشار
موطنه بلاد الشام والمغرب العربي وقبرص وتركيا واليونان.

## مرادفات للاسم العلمي
- (باللاتينية: Cyclamen latifolium Sibth. & Sm.)
- (باللاتينية: Cyclamen vernale Mill.)
- (باللاتينية: Cyclaminus persica (Mill.) Bonnet & Barratte)